# Anartomima unicolor
Anartomima unicolor là một loài bướm đêm trong họ Noctuidae.